# Cầu Palacký
Cầu Palacký (tiếng Séc: Palackého most) là một trong những cây cầu lâu đời ở Praha, Cộng hòa Séc. Cây cầu này bắc qua sông Vltava, để nối liền giữa hai khu vực Smíchov và Phố mới Praha. Tổng chiều dài cầu là 228,8 mét. Công trình xây dựng này có tên trong danh sách các di tích văn hóa của Cộng hòa Séc.

## Lịch sử
Cầu Palacký được xây dựng vào giai đoạn 1876 - 1878 dựa theo thiết kế của các kiến trúc sư Bedřich Münzberger và Josef Reiter. Cầu Palacký được bàn giao và đi vào sử dụng từ ngày 22 tháng 12 năm 1878. Từ năm 1897, ở trên cầu có các tác phẩm điêu khắc của Josef Václav Myslbek (nhà điêu khắc người Séc nổi tiếng lúc bấy giờ). Trong Thế chiến thứ hai, các tác phẩm này bị hư hại nghiêm trọng, nên sau đó được di dời đến công viên tại Vyšehrad.
Từ năm 1883, đây là cây cầu đầu tiên ở Praha có một tuyến xe điện (do ngựa kéo) chạy qua. Vào giai đoạn 1911 - 1912, một trong những nhà vật lý vĩ đại nhất mọi thời đại - Albert Einstein đã sử dụng cây cầu này khi ông đang công tác ở Praha.

## Tên gọi
Tên gọi của cầu Palacký qua các thời kỳ:
- Trước khi có tên chính thức: Podskalský (Podskalí), hoặc Kamenný most na Smíchov
- 1878 - 1940: Cầu Palacký (František Palacký -  chính trị gia, sử gia kiêm nhà văn)
- 1940 - 1945: Cầu Mozart (Wolfgang Amadeus Mozart)
- Từ năm 1945: Cầu Palacký